# Taulis
Teulís (catalansk: La Bastida) er en by og kommune i departementet Pyrénées-Orientales i Sydfrankrig.

## Geografi
Taulis ligger 53 km sydvest for Perpignan. Nærmeste byer er mod nord Saint-Marsal (6 km) og mod syd Amélie-les-Bains (15 km).

## Demografi

### Udvikling i folketal
| 1962                                                              | 1968 | 1975 | 1982 | 1990 | 1999 | 2007 | 2012 | 2017 |
| ----------------------------------------------------------------- | ---- | ---- | ---- | ---- | ---- | ---- | ---- | ---- |
| 92                                                                | 51   | 63   | 64   | 64   | 45   | 51   | 50   | 52   |
| Tal fra og med 1962 er uden dobbelttælling (sans doubles comptes) |      |      |      |      |      |      |      |      |